# Arijan Ademi
Arijan Ademi (mazedonisch Аријан Адеми; * 29. Mai 1991 in Šibenik, SFR Jugoslawien) ist ein kroatisch-nordmazedonischer Fußballspieler. Seit 2023 steht er bei Dinamo Zagreb unter Vertrag.

## Karriere

### Verein
Ademi begann seine Karriere bei seinem Heimatverein HNK Šibenik, wo er ab 2007 zum Kader der ersten Mannschaft gehörte. Im Sommer 2010 wechselte er zu Dinamo Zagreb. In seiner ersten Saison gewann er dort die Meisterschaft sowie den Pokal. In der Winterpause 2012 wurde Ademi an Lokomotiva Zagreb verliehen. Nachdem er verletzungsbedingt auf nur 3 Einsätze gekommen war, kehrte er im Sommer 2012 wieder zu Dinamo zurück, wo er nach dem Abgang von Milan Badelj Stammspieler wurde. 2013, 2014 und 2015 wurde Dinamo kroatischer Meister. Nach einem Spiel der Champions League 2015/16 wurde Ademi bei der anschließenden Routine-Dopingkontrolle positiv auf Stanozolol getestet. Am 20. November wurde er deswegen für vier Jahre von der UEFA gesperrt. Später wurde die Sperre vom Internationalen Sportgericht in Lausanne auf zwei Jahre halbiert. Sein erstes Pflichtspiel nach der Sperre bestritt Ademi am 9. Oktober 2017 bei Nordmazedoniens Heimspiel in der WM-Qualifikation gegen Liechtenstein, in dem ihm als Joker ein Tor zum 4:0-Endstand gelang.

### Nationalmannschaft
Ademi erreichte mit der kroatischen U-19-Nationalmannschaft bei der U-19-Europameisterschaft 2010 das Halbfinale, in dem man dem späteren Europameister Frankreich unterlag. Ademi kam bei diesem Turnier bei vier Spielen zum Einsatz und schoss dabei ein Tor. Aufgrund dieses Erfolges nahm Kroatien ein Jahr später an der U-20-Fußball-Weltmeisterschaft 2011 in Kolumbien teil, scheiterte dort aber nach Niederlagen gegen Saudi-Arabien, Nigeria und Guatemala bereits in der Vorrunde. Ademi stand dabei in allen drei Partien in der Startaufstellung. Sein Debüt für die kroatische A-Nationalmannschaft gab er am 6. Februar 2013 beim Freundschaftsspiel gegen Südkorea (4:0). 
Seit 2014 spielt er aber fest für die Auswahl von Mazedonien bzw. Nordmazedonien. Für die Europameisterschaft 2021 wurde er nominiert und kam beim vorzeitigen Aus in der Gruppenphase in allen drei Spielen zum Einsatz.

## Erfolge
- Kroatischer Meister (11): 2011, 2012, 2013, 2014, 2015, 2016, 2018, 2019, 2020, 2021, 2022
- Kroatischer Pokalsieger (6): 2011, 2012, 2015, 2016, 2018, 2021
- Kroatischer Supercupsieger (3): 2010, 2013, 2019